# WERT
Koordinaten: 40° 52′ 19″ N, 84° 33′ 15″ W
WERT ist ein Mittelwellen-Hörfunksender aus Van Wert, Ohio. Er wurde 1958 gegründet und sendet heute überwiegend Oldies aus den 60er- und 70er-Jahren.
WERT zählt zum „Lima market“ (dem Bereich bzw. Absatzmarkt von Lima, Ohio) und kooperiert mit Citadel Media. Eigentümer des Senders war ursprünglich die Firma „Van Wert News and Radio“. Seit 1994 gehört der Sender der „First Family Broadcasting“.